# Alejandro Silva
Pour les articles homonymes, voir Silva.
Alejandro Daniel Silva González, né le 4 septembre 1989 à Montevideo en Uruguay, est un footballeur international uruguayen, qui évolue au poste d'attaquant au Club Libertad.

## Biographie

### Carrière en club
Après un essai passé au Boston River, Silva a commencé sa carrière avec son club local Centro Atlético Fénix, à Montevideo, où il rejoint l'équipe réserve. En janvier 2010, Ruben López l'intègre au groupe professionnel. Il fait ses débuts en Première division uruguayenne lors d'une victoire 1-0 contre River Plate le 23 janvier 2010. Il marque son premier but professionnel, le 12 novembre 2011, contre Cerrito (victoire 3-1).
En juillet 2012, il rejoint au Paraguay le Club Olimpia. Il fait ses débuts en Primera División lors d'un match nul contre l'Independiente FBC (1-1) le 11 août. Lors de la saison 2013, il dispute la finale de la Copa Libertadores perdue aux tirs au but contre l'Atlético Mineiro.
En février 2014, il est transféré en Argentine au Club Atlético Lanús. Le 16 février, il fait ses débuts en Primera División lors d'une défaite 3-1 contre l'Atlético de Rafaela. Il est prêté en août 2014 au Club Atlético Peñarol, puis fait un retour en prêt au Club Olimpia, où il remporte comme premier titre le tournoi de clôture. De retour au Club Atlético Lanús, il dispute lors de la saison 2017 la finale de la Copa Libertadores perdue contre Grêmio sur le score cumulé de 3-1.
Le 19 mars 2018, il rejoint l'Impact de Montréal, évoluant en MLS et signe un contrat de trois ans.

### Carrière internationale
En mars 2013, il est convoqué pour la première fois en équipe d'Uruguay par le sélectionneur national Óscar Tabárez, pour des matchs des éliminatoires de la Coupe du monde 2014 contre le Paraguay et la Chili.
Le 27 mars 2013, il honore sa première sélection contre le Chili. Lors de ce match, Alejandro Silva entre à la 46e minute de la rencontre, à la place de Matías Aguirregaray. Le match se solde par une défaite 2-0 des Uruguayens. Il n'est pas retenu parmi les vingt-trois joueurs uruguayens sélectionnés pour disputer la Coupe du monde de 2014.
Il fait ensuite son retour en sélection où il dispute deux matchs amicaux en juin 2017, contre l'Irlande et l'Italie.

## Palmarès
- Avec  Club Olimpia
  - Champion du Paraguay en 2015 (clôture)

- Avec  CA Lanús
  - Vainqueur de la Copa Bicentenario en 2016
  - Vainqueur de la Supercoupe d'Argentine en 2016

## Statistiques
| Saison                | Club                  | Championnat           | Championnat | Championnat | Coupe(s) nationale(s) | Coupe(s) nationale(s) | Supercoupe | Supercoupe | Compétition(s) continentale(s) | Compétition(s) continentale(s) | Compétition(s) continentale(s) | Séries | Séries | Uruguay | Uruguay | Total | Total |
| Saison                | Club                  | Division              | M.          | B.          | M.                    | B.                    | M.         | B.         | Comp.                          | M.                             | B.                             | M.     | B.     | M.      | B.      | M.    | B.    |
| 2009-2010             | Fénix                 | Primera División      | 4           | 0           | -                     | -                     | -          | -          | -                              | -                              | -                              | -      | -      | -       | -       | 4     | 0     |
| 2010-2011             | Fénix                 | Primera División      | 6           | 2           | -                     | -                     | -          | -          | CS                             | 2                              | 0                              | -      | -      | -       | -       | 8     | 2     |
| 2011-2012             | Fénix                 | Primera División      | 29          | 2           | -                     | -                     | -          | -          | -                              | -                              | -                              | -      | -      | -       | -       | 29    | 2     |
| Sous-total            | Sous-total            | Sous-total            | 39          | 4           | 0                     | 0                     | 0          | 0          | -                              | 2                              | 0                              | 0      | 0      | 0       | 0       | 41    | 4     |
| 2012                  | Olimpia               | Clo.                  | 15          | 0           | -                     | -                     | -          | -          | CS                             | 2                              | 0                              | -      | -      | -       | -       | 17    | 0     |
| 2013                  | Olimpia               | Ouv.+Clo.             | 17+13       | 2+7         | -                     | -                     | -          | -          | CL                             | 13                             | 1                              | -      | -      | 2       | 0       | 45    | 10    |
| Sous-total            | Sous-total            | Sous-total            | 45          | 9           | 0                     | 0                     | 0          | 0          | -                              | 15                             | 1                              | 0      | 0      | 2       | 0       | 62    | 10    |
| 2014                  | Lanús                 | Primera División      | 13          | 0           | 1                     | 0                     | -          | -          | CL+RS                          | 5+1                            | 0                              | -      | -      | -       | -       | 20    | 0     |
| 2015                  | Lanús                 | Primera División      | 8           | 0           | 1                     | 0                     | -          | -          | -                              | -                              | -                              | -      | -      | -       | -       | 9     | 0     |
| 2016-2017             | Lanús                 | Primera División      | 23          | 3           | 2                     | 0                     | 1          | 0          | CS+CL                          | 1+14                           | 0+3                            | -      | -      | 2       | 0       | 43    | 6     |
| 2017-2018             | Lanús                 | Primera División      | 14          | 3           | 2                     | 1                     | -          | -          | CS                             | 2                              | 1                              | -      | -      | -       | -       | 18    | 5     |
| Sous-total            | Sous-total            | Sous-total            | 58          | 6           | 6                     | 1                     | 1          | 0          | -                              | 23                             | 4                              | 0      | 0      | 2       | 0       | 90    | 11    |
| 2014                  | Peñarol (prêt)        | Primera División      | 12          | 0           | -                     | -                     | -          | -          | CS                             | 6                              | 0                              | -      | -      | -       | -       | 18    | 0     |
| Sous-total            | Sous-total            | Sous-total            | 12          | 0           | 0                     | 0                     | 0          | 0          | -                              | 6                              | 0                              | 0      | 0      | 0       | 0       | 18    | 0     |
| 2015                  | Olimpia (prêt)        | Clo.                  | 18          | 6           | -                     | -                     | -          | -          | CS                             | 6                              | 1                              | 1      | 0      | -       | -       | 25    | 7     |
| 2016                  | Olimpia (prêt)        | Ouv.                  | 19          | 12          | -                     | -                     | -          | -          | CL                             | 5                              | 1                              | -      | -      | -       | -       | 24    | 13    |
| Sous-total            | Sous-total            | Sous-total            | 37          | 18          | 0                     | 0                     | 0          | 0          | -                              | 11                             | 2                              | 1      | 0      | 0       | 0       | 49    | 20    |
| 2018                  | Impact de Montréal    | MLS                   | 29          | 5           | 2                     | 1                     | -          | -          | -                              | -                              | -                              | -      | -      | -       | -       | 31    | 6     |
| Sous-total            | Sous-total            | Sous-total            | 29          | 5           | 2                     | 1                     | 0          | 0          | -                              | 0                              | 0                              | 0      | 0      | 0       | 0       | 31    | 6     |
| 2019                  | Club Olimpia          | División Profesional  | 29          | 11          | 0                     | 0                     | -          | -          | CL                             | 7                              | 0                              | -      | -      | -       | -       | 36    | 11    |
| Sous-total            | Sous-total            | Sous-total            | 29          | 11          | 0                     | 0                     | 0          | 0          | -                              | 0                              | 0                              | 0      | 0      | 0       | 0       | 29    | 11    |
| Total sur la carrière | Total sur la carrière | Total sur la carrière | 249         | 53          | 8                     | 2                     | 1          | 0          | -                              | 64                             | 7                              | 1      | 0      | 4       | 0       | 327   | 62    |